# 日本パルプ工業
日本パルプ工業株式会社（にっぽんパルプこうぎょう、英文社名：Nippon Pulp Industry Co., Ltd.）は、かつて存在した製紙会社である。王子製紙日南工場・米子工場の前身にあたる。1937年設立、1979年に王子製紙（2代目・現王子ホールディングス）に合併された。略称は日パ（ニッパ）。

## 沿革
日本パルプ工業は1937年6月、レーヨン用パルプ（人絹パルプ）の生産を目的に設立された。飫肥杉の間伐材のパルプ化を企業化したもので、工場用地は飫肥杉の産地である宮崎県南部の南那珂郡吾田村（現日南市）が選ばれた。翌1938年11月に工場が操業を開始する。ところが操業開始直後から飫肥杉では良質な人絹パルプが製造できないという問題に直面し、早くも経営に行き詰った。
そこで日本パルプ工業は当時の最大手製紙会社であった王子製紙（初代）に経営支援を仰いだ。王子製紙は株式の過半数を取得、日本パルプ工業を傍系会社とし、経営・技術支援を開始した。社長は王子製紙社長の高嶋菊次郎が兼任した。また、大阪の曾根崎にあった本社は、東京の日比谷にあった王子製紙本社内に移転した。王子製紙が支援した結果、工場の操業は軌道に乗った。
太平洋戦争の末期にあたる1945年3月から8月の終戦までの間に、工場は計7回にわたって空襲の被害に遭った。特に終戦直前の最後の空襲では工場施設が大破した。復旧したのは終戦3か月後の1945年11月である。この直後の1946年1月、財閥解体政策の一環として親会社王子製紙と日本パルプ工業を含む傍系会社は「制限会社」に指定され、王子製紙の傘下から離れた。その後王子製紙は1949年に過度経済力集中排除法を適用されて解体されている。
王子製紙から独立した直後の1946年3月、抄紙機を設置し洋紙の生産を始めた。上質紙を中心に生産していくが、この頃重点を置いていたのはパルプの生産であった。1952年11月、人絹・製紙用晒しクラフトパルプ (BKP) の生産工場として鳥取県米子市に米子工場を新設した。
パルプから洋紙生産へと軸足を移し始めるのは1950年代末からである。1961年にアメリカの製紙会社と提携、塗工紙に関する技術を導入した。1962年12月には米子工場に塗工紙工場が完成、アート紙やコート紙の生産を開始した。続いて1963年から日南工場でコピー用紙を始めとする情報用紙の生産を開始、粘着紙・剥離紙にも進出し、製品の高付加価値化を推進した。米子工場でも中越パルプ工業との提携により1974年から高級白板紙の生産を開始した。製紙部門の強化の結果、徐々に外販用パルプの部門は縮小していき、1973年に設立目的であった繊維用パルプの生産を終了、1977年には外販製紙用パルプの生産も終了した。

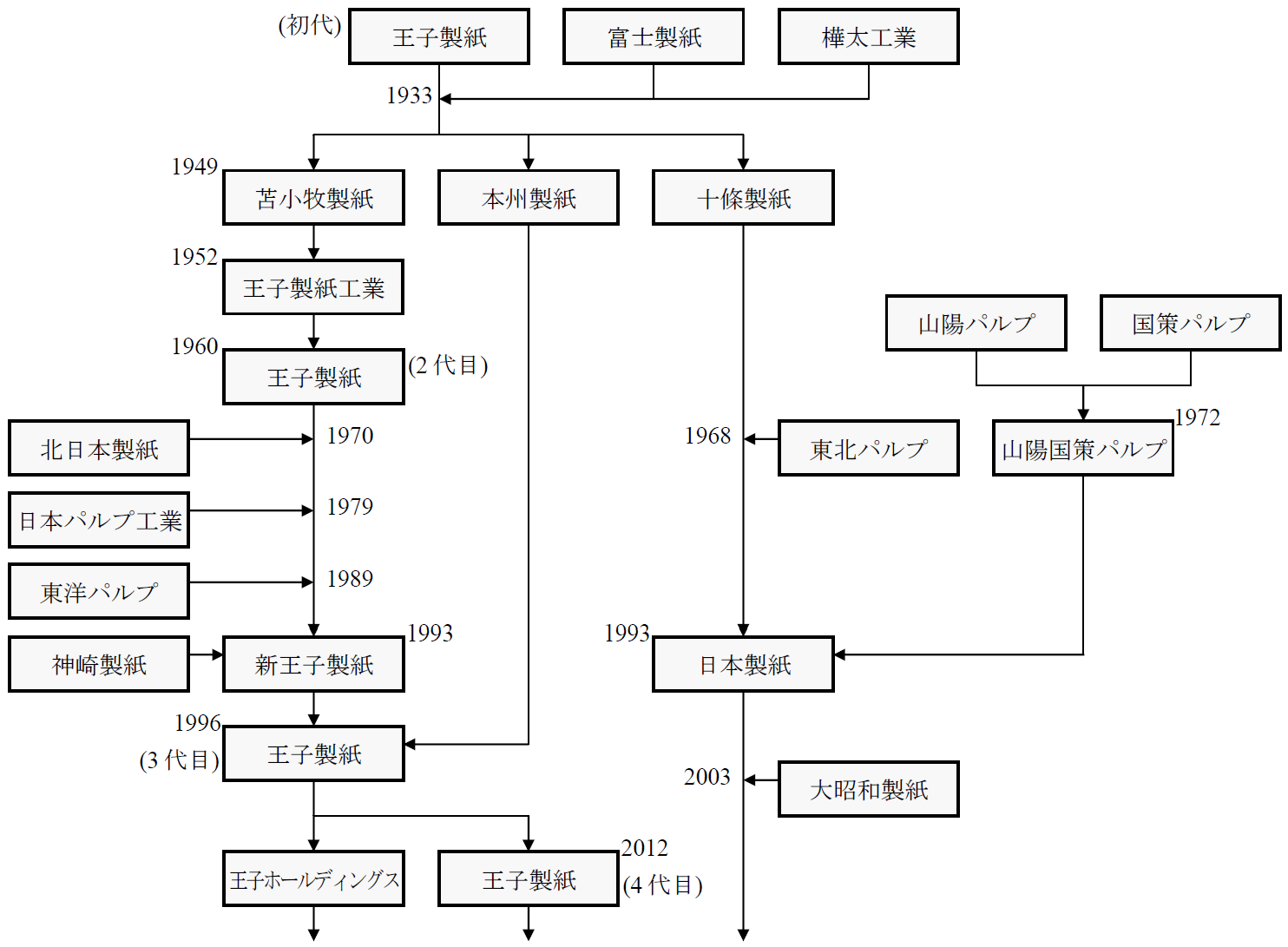
製紙各社のおおまかな合併図

高級白板紙進出に際して旧王子製紙の後継会社である（2代目）王子製紙（旧称苫小牧製紙・現王子ホールディングス）と共同出資するなど、両社の協調関係が存在していたが、オイルショック後に企業体質強化が希求された結果、両社は合併へと至った。王子製紙の主力製品は低付加価値品、日本パルプ工業の主力製品は高付加価値品であって製品のバランスがとれること、工場配置が全国的になって生産の合理化が可能、といった点を合併の利点として挙げている。1979年3月に合併は実行され、王子製紙が存続会社となったため日本パルプ工業は解散して消滅した。

### 年表
- 1937年6月3日 - 日本パルプ工業設立。本店は大阪市北区。
- 1938年11月 - 飫肥工場（1950年1月日南工場に改称）が操業開始。
- 1939年4月 - 旧王子製紙が資本参加、同社の傍系会社に。
- 1946年1月11日 - 王子製紙と傍系会社が制限会社に指定されたため、同社傘下から独立。
- 1946年3月 - 抄紙機を新設、パルプ専業から抄紙兼業に転換。
- 1952年11月 - 米子工場が操業開始。
- 1962年12月 - 米子工場の塗工紙工場が操業開始。
- 1970年10月1日 - 高千穂製紙（1937年6月設立）を吸収合併。同社古賀工場（福岡県古賀市）の主要設備を日南工場へ移設。
- 1973年10月 - 米子工場で高級白板紙を生産開始。
- 1979年3月1日 - （2代目）王子製紙と合併。

## 拠点
- 本社 : 東京都千代田区丸の内1丁目（新丸ビル） - 1952年11月以降使用
- 日南工場（旧・飫肥工場） : 宮崎県日南市戸高、現・王子製紙日南工場
- 米子工場 : 鳥取県米子市吉岡、現・王子製紙米子工場

## 関連する人物
- 高嶋菊次郎 - 2代目社長
- 足立正 - 4代目社長